# Unçukuru, Nilüfer
Unçukuru là một xã thuộc quận Nilüfer, tỉnh Bursa, Thổ Nhĩ Kỳ. Dân số thời điểm năm 2011 là 242 người.